# Alexander Järnefelt
August Alexander Järnefelt (Tohmajärvi; 2 de abril de 1833 – Helsinki; 15 de abril de 1896) fue un general, topógrafo, gobernador y senador finlandés.
Aleksander Järnefelt nació en Tohmajärvi, hijo del supervisor de la corona Gustav Adolf Järnefelt y Aurora Fredrika Molander. Aleksander se casó con Elisabeth Clodt von Jürgensburg el 22 de diciembre de 1857 en San Petersburgo. Sus hijos fueron Kasper, Arvid, Erik, Ellida, Elena, Armas, Aino, Hilja y Sigrid. Armas, Arvid y Eero (Erik) fueron famosas personalidades de la cultura finlandesa. Aino Järnefelt se casó con el compositor Jean Sibelius.
Después de siete años de estudio en la escuela de cadetes de Hamina, Järnefelt se embarcó en una carrera como oficial de artillería en el ejército ruso. Después de trabajar bajo la dirección de Wilhelm von Struve en el Observatorio Pulkovo, Järnefelt fue mandado a trabajos topográficos en su Finlandia natal, siendo su ocupación principal durante décadas. Hacia 1870, fue el jefe del cuerpo topográfico ruso en Finlandia.
Durante y después de la Guerra ruso-turca (1877-1879), Järnefelt lideró la exploración topográfica de muchas áreas que Rusia conquistó a Turquía. Estos trabajos, sobre los que también escribió un tratado científico en alemán Die astronomischen, geodätischen und topographischen Arbeiten auf der Balkanhalbinsel in der Jahren 1877, 1878 und 1879, le valió un ascenso a mayor general.
Políticamente, Järnefelt estaba adscrito al movimiento fennoman del Antiguo Partido finlandés. El partido luchó por la igualdad de derechos de la lengua finesa con la sueca, al tiempo que subrayaba la importancia de la lealtad al Emperador. Järnefelt tomó estos objetivos en serio, enviando a sus hijos a escuelas de habla finesa, algo extraordinario para un noble en su tiempo.
En la década de 1880, Järnefelt fue transferido de los militares a la carrera administrativa civil, lo que le permitió avanzar en su agenda política. Järnefelt fue nombrado gobernador de la Provincia de Mikkeli en el 1883-84, gobernador de Kuopio en 1884-88 y Vaasa en 1888-94. Durante estos mandatos, Järnefelt utilizó sus poderes para cambiar el idioma de la administración civil de estas provincias al finés (en la provincia de Vaasa al bilingüismo). Además, se esforzó por establecer escuelas primarias y casas de pobres en sus provincias. 
El hito de su carrera fue formar parte del Senado de Finlandia, a cargo de los asuntos militares. Su promoción a senador estuvo acompañado de la promoción al rango de teniente general. Järnefelt murió en Helsinki el 15 de abril de 1896, de parálisis.